# Бедай
Бѐдай (на уелски: Beddau) е град в Южен Уелс, графство Ронда Кънън Таф. Разположен е на около 10 km на северозапад от централната част на столицата Кардиф. На около 1 km до южната му част започва град Лантрисант. Населението му е около 4000 жители според данни от преброяването през 2001 г.